# San Vero Milis
San Vero Milis (sardinsky: Santu 'èru, Santèru) je italská obec (comune) v provincii Oristano v regionu Sardinie. Nachází se ve výšce 10 metrů nad mořem a má přibližně 2 400 obyvatel. Rozloha obce je 72,48 km².